# Püthagorasz (zenész)
Püthagorasz (Kr. e. 1. század) görög zenész
Személyéről Cicero egyik leveléből van tudomásunk; eszerint Zakinthoszból származott, és állítólag először használta a Püthagorasz iskolájából származó „autón eia”-t. Munkái nem maradtak fenn.